# エキサイトメール
エキサイトメール (excitemail) は、かつてあったエキサイト社のフリーメールサービス。
2017年12月21日より新規のメールボックスの開設を停止し、2018年9月18日（火）15時をもってサービスの提供を終了することが2018年5月15日に発表された。ただしドコモ光でBB.exciteを利用しているユーザに限っては無料メールの提供を継続している。
競合サービスとしてマイクロソフトのOutlook.comやYahoo!のYahoo!メールやGoogleのGmailなどがあった。

## 特徴
メールボックス削除
120日以上ログインしないとメールボックスが削除される。
受信拒否設定
指定したメールアドレスやドメイン名からメールを受信、または、拒否することができる。
メールボックス容量
2014年3月から最大2GBのメールボックスが利用できる。
外部POPメール受信
他のアドレス宛のメール（POPメール）をエキサイトメールで受信することが可能である。
メール振り分け
受信メールを宛先、送信元メールアドレス、件名、Ccの内容でフォルダに振り分けられる。
新着メール通知
エキサイトメールに新着メールが届いたことを、指定したメールアドレスに通知することが可能である。
メールアドレス
exciteID@excite.co.jpの形式のメールアドレスが無料で作成できる。
自動返信
受信したメールの差出人に、あらかじめ作成しておいた名・本文で自動的に返信することが可能である。
検索機能
差出人、宛先、件名、本文などからの検索の他、日付の範囲も検索対象となる。スターやラベルと組み合わせることによって、様々な分類が可能であったが、2016年10月28日より停止されており、再開の目処は立っていないとアナウンスされている。

## 利用環境
パソコンの場合はMicrosoft Internet Explorer 9以上　Mozilla Firefox、Google Chrome、Mac Safari 最新版。  スマートフォンの場合はAndroid / iOS のスマートフォンで、スマートフォン用に最適化した画面表示する。